# Eugène Treignier
Pour les articles homonymes, voir Treignier.
Eugène-Sylvain-Pierre Treignier (8 novembre 1853, Paris - 12 septembre 1919, Suèvres), est un homme politique français.

## Biographie
Président du conseil général de Loir-et-Cher, il est élu député de Loir-et-Cher en 1906 et obtient sa réélection en 1910, puis en 1914 face à Gaullier.
Il est fait officier de la Légion d'honneur en 1917.

## Sources
1. ↑  Officier de la Légion d'honneur, base Léonore

- « Eugène Treignier », dans le Dictionnaire des parlementaires français (1889-1940), sous la direction de Jean Jolly, PUF, 1960 [détail de l’édition]